# Seltana Aït Hammou
Seltana Aït Hammou (arabisch سلطانة آيت حمو; * 21. Mai 1980 in Kenitra) ist eine ehemalige marokkanische Leichtathletin, die sich auf den Mittelstreckenlauf spezialisiert hat. Auch ihre Schwester Amina Aït Hammou war als Leichtathletin aktiv.

## Sportliche Laufbahn
Erste internationale Erfahrungen sammelte Seltana Aït Hammou bei den Crosslauf-Weltmeisterschaften 1998 in Marrakesch, bei denen sie nach 28:33 min den 60. Platz im U20-Rennen belegte. Im Juli startete sie im 3000-Meter-Lauf bei den Juniorenweltmeisterschaften in Annecy und belegte dort in 10:15,26 min den zwölften Platz. Im Jahr darauf wurde sie bei den Crosslauf-Weltmeisterschaften 1999 in Belfast nach 23:54 min 56. im U20-Rennen und im Juli gewann sie bei den Juniorenafrikameisterschaften in Tunis in 4:19,94 min die Silbermedaille im 1500-Meter-Lauf und belegte in 2:08,43 min den fünften Platz über 800 Meter. 2001 belegte sie bei den Spielen der Frankophonie in Ottawa in 2:02,32 min den fünften Platz über 800 Meter und anschließend siegte sie in 2:04,28 min über 800 Meter bei den Mittelmeerspielen in Tunis und gelangte mit 4:26,53 min auf Rang zehn über 1500 Meter. Im Jahr darauf klassierte sie sich bei den Afrikameisterschaften in Radès mit 2:04,76 min auf dem fünften Platz im 800-Meter-Lauf und anschließend schied sie bei den Militär-Weltmeisterschaften in Tivoli mit 2:05,55 min im Vorlauf aus. 2003 schied sie bei den Weltmeisterschaften in Paris mit 2:01,34 min im Halbfinale aus und anschließend siegte sie in 2:06,86 min bei den Militärweltspielen in Catania. Im Jahr darauf schied sie bei den Hallenweltmeisterschaften in Budapest mit 2:02,33 min im Halbfinale aus und im Sommer nahm sie an den Olympischen Sommerspielen in Athen teil und schied auch dort mit 2:00,64 min im Halbfinale aus. Anschließend startete sie bei den Panarabischen Spielen in Algier und siegte dort in 3:38,24 min mit der marokkanischen 4-mal-400-Meter-Staffel. 
Bei den Crosslauf-Weltmeisterschaften 2005 in Saint-Étienne gelangte sie nach 15:14 min auf Rang 84 und im August schied sie bei den Weltmeisterschaften in Helsinki mit 2:02,16 min in der Vorrunde über 800 Meter aus. Im Dezember siegte sie in 2:04,63 min bei den Spielen der Frankophonie in Niamey über 800 Meter sowie in 4:34,32 min auch im 1500-Meter-Lauf. 2007 kam sie bei den Weltmeisterschaften in Osaka mit 2:00,74 min in der ersten Runde über 800 Meter aus und im November siegte sie in 4:23,54 min über 1500 Meter bei den Panarabischen Spielen in Kairo. 2008 startete sie bei den Hallenweltmeisterschaften in Valencia, wurde aber im Sommer wegen eines Dopingvergehens gesperrt und ihr Resultat bei den Hallenweltmeisterschaften wurde annulliert. Im Jahr darauf siegte sie in 2:02,62 min über 800 Meter bei den Spielen der Frankophoni in Beirut und sicherte sich über 1500 Meter in 4:21,79 min die Bronzemedaille hinter ihren Landsfrauen Btissam Lakhouad und Siham Hilali. Im Oktober gewann sie bei den Arabischen Meisterschaften in Damaskus in 2:07,38 min die Silbermedaille über 800 Meter hinter ihrer Landsfrau Halima Hachlaf. Sie setze ihre Karriere ohne größeren Erfolge bis ins Jahr 2017 fort und beendete dann im Alter von 37 Jahren ihre aktive sportliche Laufbahn.
2014 wurde sie marokkanische Meisterin im 1500-Meter-Lauf.

## Persönliche Bestleistungen
- 800 Meter: 1:59,59 min, 11. Juni 2006 in Gateshead
  - 800 Meter (Halle): 2:02,33 min, 6. März 2004 in Budapest
- 1000 Meter: 2:36,75 min, 5. August 2003 in Stockholm
  - 1000 Meter (Halle): 2:36,01 min, 20. Februar 2004 in Birmingham (marokkanischer Rekord)
- 1500 Meter: 4:10,38 min, 22. Juni 2014 in Rabat
  - 1500 Meter (Halle): 4:12,95 min, 25. Februar 2006 in Piräus
- 3000 Meter: 8:59,2 min, 24. Mai 1998 in Rabat